# Haiti ai Giochi della XVII Olimpiade

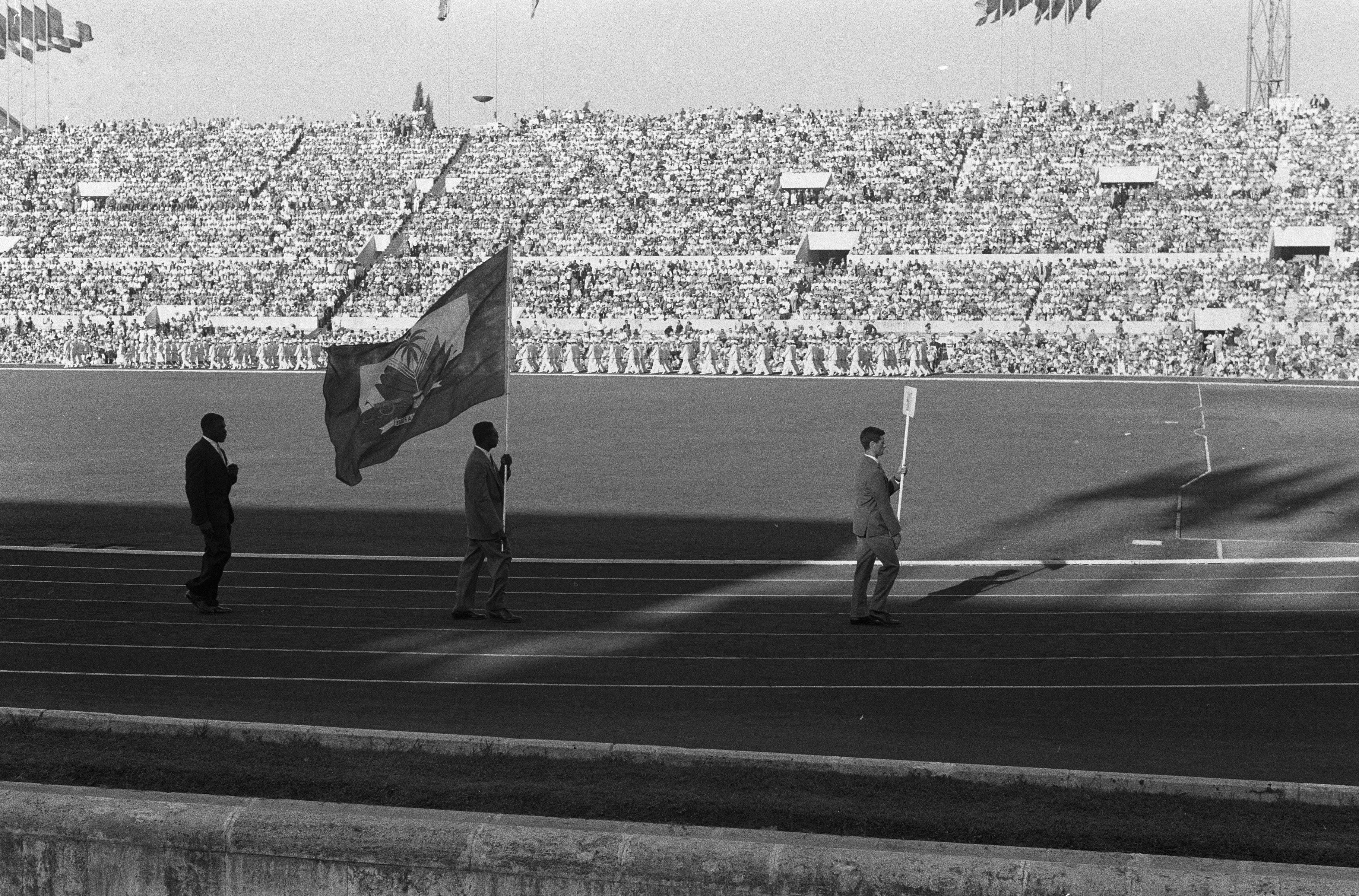
La rappresentativa haitiana alla cerimonia inaugurale

Haiti partecipò ai Giochi della XVII Olimpiade, svoltisi a Roma dell'8 al 24 agosto 1960, con una delegazione di un solo atleta, Philome Laguerre, che gareggiò nel sollevamento pesi. Per il paese caraibico fu un ritorno alle competizioni olimpiche dopo un'assenza di 28 anni.